# Māris Bružiks
Māris Bružiks (né le 25 août 1962 à Pļaviņas) est un athlète letton spécialiste du triple saut,.

## Carrière
Māris Bružiks est entraîné par Igors Lulle, Tālivaldis Budēvičs et Valentīns Voinovs.
Il se révèle en début de saison 1986 en s'adjugeant le titre des Championnats d'Europe en salle de Madrid en établissant un nouveau record de la compétition avec 17,54 m. Durant l'été, le Soviétique se classe deuxième des Championnats d'Europe de Stuttgart derrière le Bulgare Khristo Markov. Le 3 septembre 1988, à l'occasion du meeting de Riga, il établit avec 17,56 m la meilleure performance de sa carrière au triple saut, mais le Letton se blesse peu après et doit déclarer forfait pour les Jeux olympiques de Séoul.
En 1993, Māris Bružiks remporte la médaille d'argent des Championnats du monde en salle de Toronto où il s'incline face au Français Pierre Camara. Il se classe dès l'année suivante troisième des Championnats d'Europe d'Helsinki avec la marque de 17,20 m.
En 1996, à Stockholm, le Letton remporte les Championnats d'Europe en salle, dix ans après son premier titre. Auteur de 16,97 m en finale, il devance de quatre centimètres le Britannique Francis Agyepong.

## Retraite et reconversion
Māris Bružiks met un terme à sa carrière d'athlète à l'issue de la saison 1998. Il prend le poste de préparateur physique de l'équipe de basket-ball Ventspils.. En 2008, il participe aux Jeux olympiques de Pékin en tant qu'entraîneur de l'équipe féminine de basket-ball de Lettonie.

## Palmarès
| Date | Compétition                    | Lieu         | Place | Marque  |
| ---- | ------------------------------ | ------------ | ----- | ------- |
| 1986 | Championnats d'Europe en salle | Madrid       | 1er   | 17,54 m |
| 1986 | Championnats d'Europe          | Stuttgart    | 2e    | 17,33 m |
| 1987 | Championnats du monde en salle | Indianapolis | 7e    | 16,61 m |
| 1992 | Jeux olympiques                | Barcelone    | 10e   | 16,80 m |
| 1992 | Coupe du monde des nations     | La Havane    | 4e    | 17,01 m |
| 1993 | Championnats du monde en salle | Toronto      | 2e    | 17,36 m |
| 1994 | Championnats d'Europe          | Helsinki     | 3e    | 17,20 m |
| 1995 | Championnats du monde          | Göteborg     | 10e   | 16,80 m |
| 1996 | Championnats d'Europe en salle | Stockholm    | 1er   | 16,97 m |